# Filarum manserichense
Filarum manserichense là một loài thực vật có hoa trong họ Ráy (Araceae). Loài này được Nicolson mô tả khoa học đầu tiên năm 1967.